# Spiegelbeeldleven
Spiegelbeeldleven (ook wel “spiegelleven” genoemd) is een – voorlopig hypothetische – levensvorm met gespiegelde moleculaire bouwstenen. De mogelijkheid van spiegelleven zou voor het eerst geopperd zijn door Louis Pasteur. Hoewel dergelijke alternatieve levensvormen nog niet in de natuur zijn ontdekt, zijn er al wel pogingen gedaan om in de biologie een spiegelbeeldversie van moleculaire bouwstenen te bouwen. Omdat deze “onzichtbaar” zijn voor natuurlijke biologische systemen, zouden zij een “genetische firewall” vormen tegen uitwisseling van genetische informatie met de natuurlijke wereld.
Sommige wetenschappers hebben in 2024 gewaarschuwd om de creatie van spiegelleven, waaronder spiegel(beeld)bacteriën of -microben, te verbieden of minstens uit te stellen tot nader onderzoek, vanwege het existentieel risico dat dergelijke levensvormen mogelijk aan immuunafweer ontsnappen en zo natuurlijke ecosystemen kunnen binnendringen.